# Юлій Непот
Юлій Непот (лат. Julius Nepos; бл. *430 — †480) — останній легітимний і передостанній імператор Західної Римської імперії у 474 — 475 р.

## Прихід до влади
За однією з версій, Юлій Непот був сином Непотіана, що служив заступником військового магістра з піхоти (magister militum praesentalis) в Південній Галлії за панування імператора Майоріана. Непот з 468 року володів Далмацією, яка дісталася йому у спадок від його дядька, патриція Марцелліна. Він був Magister militum Dalmatiae, що була ключовою військовою посадою у зв'язках між сходом та заходом.
Був одружений з однією з племінниць візантійського імператора Лева I, через що отримав прізвисько Непот — «племінник». 474 року Лев I призначив Юлія Непота імператором на Заході на заміну самопроголошеного Гліцерія. У червні 474 року він увійшов у Равенну, був визнаний імператором і відправив попередника і невизнаного імператора Гліцерія єпископом у Салону (тепер м. Спліт). Після його зміщення 24 червня Непот приймає у Римі титул Авґуста

## Правління
Як імператор Непот намагався об'єднати імперію й зміцнити кордони. Він уклав вигідний мирний договір з вестготами, в результаті якого під контроль Імперії повернулася галльська Провінція (Прованс). Непот був одним із найздібніших західних імператорів, але мав погані відносини з римським сенатом.

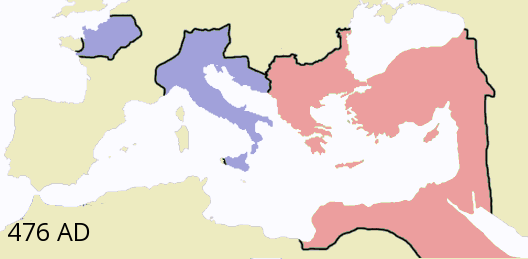
Східна і Західна Римські імперії у 476 р.

У той же час, Непот зробив серйозну помилку, призначивши магістром армії неблагонадійного Флавія Ореста. Орест, прийнявши командування, в серпні 475 виступив з Риму проти вестготів, але досягнувши Равенни, проголосив імператором свого сина Ромула Августа (оскільки, був германцем і не міг сам зайняти цю посаду). Це і змусило Непота сховатися в Далмації. Ромулу Августу, згідно з сучасними уявленнями, було не більш ніж десять років.
Непот продовжував керувати Далмацією. Його визнававали імператором у Галлії та інших провінціях імперії, а також у Константинополі. Для придушення заколоту, у Равенну з армією був посланий Одоакр — вождь варварських дружин. Він придушив заколот, стратив Ореста, вигнав Ромула Августа і встановив повний контроль над Італією. Імператорові Зенону він написав листа з проханням призначити його правителем Італії. Імператор Зенон виконав це прохання, але виставив зустрічну умову — щоб Одоакр визнав верховну владу Юлія Непота як імператора Заходу. Одоакр погодився.

## Кінець правління
Номінально імператором Заходу визнавався Юлій Непот, який продовжував перебувати в Далматії та пробував керувати справами зі своєї резиденції у Соліні (тепер Хорватія), хоча фактичний контроль над Італією належав Одоакру.  
В Італії та Галлії були випущені монети із зображенням Юлія Непота.
Імовірно, Юлій Непот намагався повернути собі повний контроль над Італією, що викликало невдоволення Одоакра. Як би там не було, 480 року Непота вбили його ж охоронці, імовірно підкуплені його старим ворогом Гліцерієм, або, за іншою версією, послані Одоакром. Відразу після смерті Юлія Непота, Одоакр захопив контроль над Далмацією і вислав імператорські інсигнії до Константинополя з проханням призначити нового імператора, а Гліцерія призначив єпископом у Медіолані (нині Мілан).
Імператор Флавій Зенон ухвалив рішення не призначати нового імператора на Заході, залишаючись єдиним правителем імперії.